# Отряды специального назначения Внутренних войск Азербайджана
Отряды специального назначения Внутренних войск Азербайджана (азерб. Azərbaycan Daxili Qoşunlarının Xüsusi Təyinatlı Dəstələri) — структурные подразделения Внутренних войск Министерства внутренних дел Азербайджанской Республики, предназначенные для ведения и организации специальных операций.

## История

### Операция «Гартал»
25 августа 2008 года в правоохранительные органы поступила информация о том, что возглавляемая Ильгаром Моллачиевым вооружённая группировка «Лесные братья» из 4 человек перешла российско-азербайджанскую границу и проникла в Азербайджан. 29 августа поступила информация о том, что члены группировки укрылись неподалёку от села Хазра Гусарского района. на основании этой информации полиция и Внутренние войска начали операцию. В лесу между действующими в темноте спецподразделением «Şahin» и боевиками произошла перестрелка. Бандиты бросили в военных гранату и открыли огонь из автоматов. В результате на месте от 4 пулевых ранений скончался спецназовец сержант Али Йолчуев, боевики же были обезврежены, также было захвачено большое количество боеприпасов.

### Участие во Второй карабахской войне
Осенью 2020 года в ходе Второй карабахской войны отряды специального назначения Внутренних войск Азербайджана наряду с остальными подразделениями специального назначения выполняли наиболее сложные и комплексные задачи, возложенные на Вооружённые силы Азербайджана. В первые часы войны отряды «Pələng» и «Şahin» отличились в ходе занятия стратегических позиций в направлении Муровдага, в том числе пика Муров. В боях под Муровдагом погибли 7 военнослужащих указанных отрядов.
В последующие дни войны спецподразделения «Bəbir», «Əqrəb» и «Kobra» участвовали в боях, которые велись как на джебраильском, так и на физулинском направлениях, отряд «Gürzə» участвовал только на физулинском, а «Pələng» — только на джебраильском направлениях.

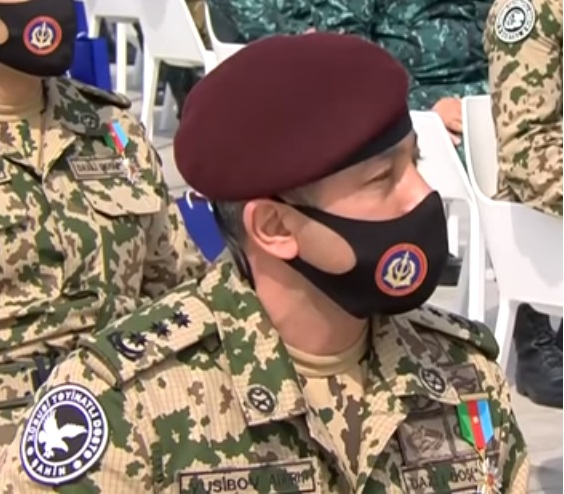
Командир отряда «Şahin» Герой Отечественной войны полковник Зафар Юсибов с эмблемой своего отряда на рукаве

В ходе боев за город Джебраил были убиты 13 военнослужащих из отрядов специального назначения Внутренних войск, в том числе Турай Гусейнли, командир группы из отряда специального назначения «Əqrəb». Распоряжением президента Азербайджана Ильхама Алиева один из руководителей операции по взятию под контроль города Джебраил командир отряда «Əqrəb» майор Алескер Мухтаров был награждён орденом «Карабах».
Отряды «Bəbir», «Əqrəb», «Gürzə» и «Kobra» Внутренних войск в направлении Физулинского района полностью выполнили свои задачи. В боях погибли 13 военнослужащих, в том числе командир отряда специального назначения «Bəbir» майор Шихамир Гафланов, которому распоряжением президента Азербайджана Ильхама Алиева посмертно было присвоено звание Героя Отечественной войны. Также этого звания были удостоены командиры отрядов «Şahin» и «Kobra» полковники Зафар Юсибов и Физули Имралиев. Другим распоряжением президента отличившийся в ходе боёв за город Физули командир отряда специального назначения «Gürzə» капитан Джавид Тагиев был награждён орденом «Победа». Этим же орденом были награждены командир отряда «Pələng» майор Заур Рагимов и командир отряда «Yarasa» полковник-лейтенант Анар Ризванов.
Отряды «Yarasa» и «Vaşaq» выполняли другие важные задачи по обеспечению безопасности.

## Отряды

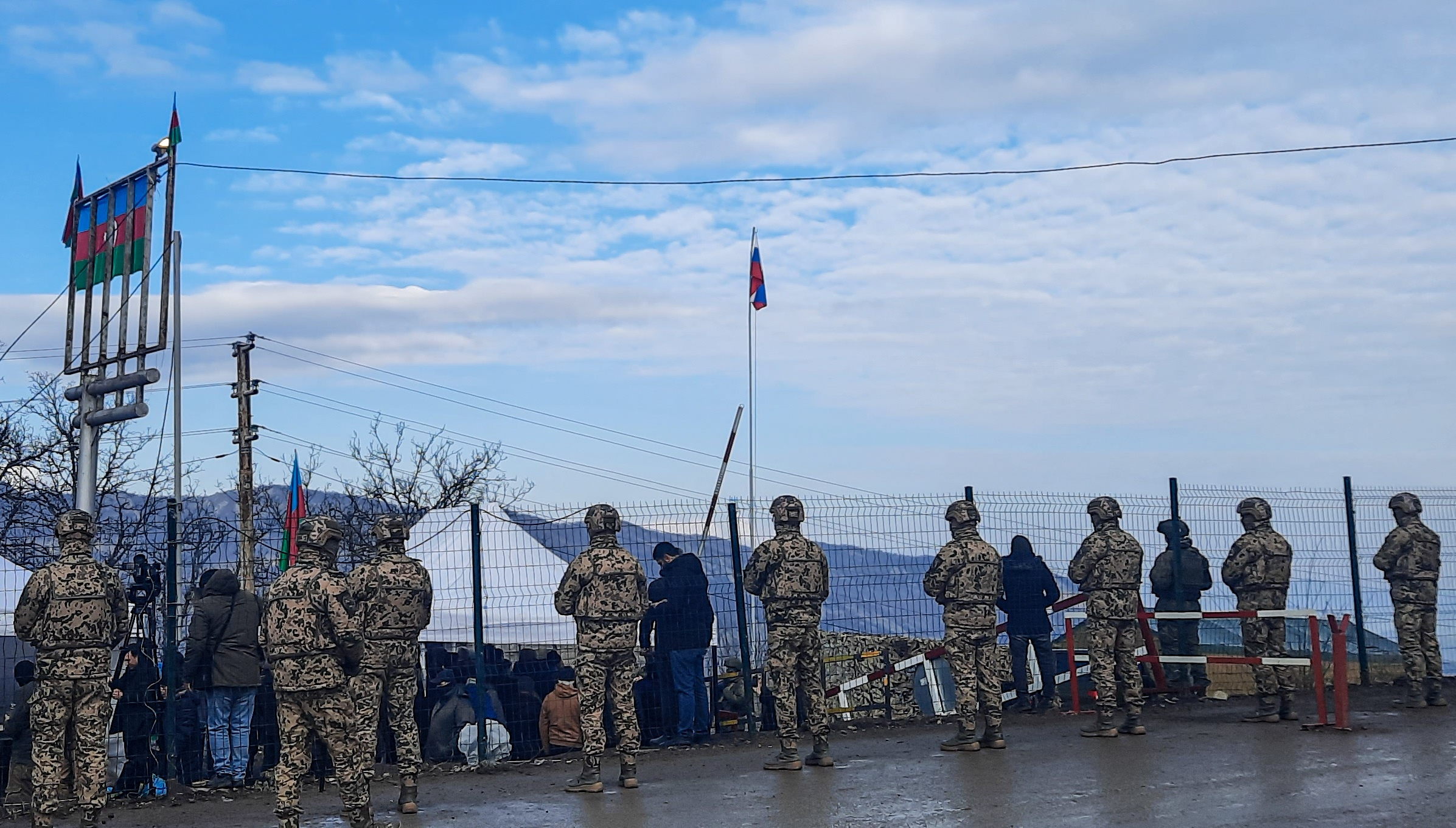
Военнослужащие отряда «Yarasa» в декабре 2022 года под Шушой

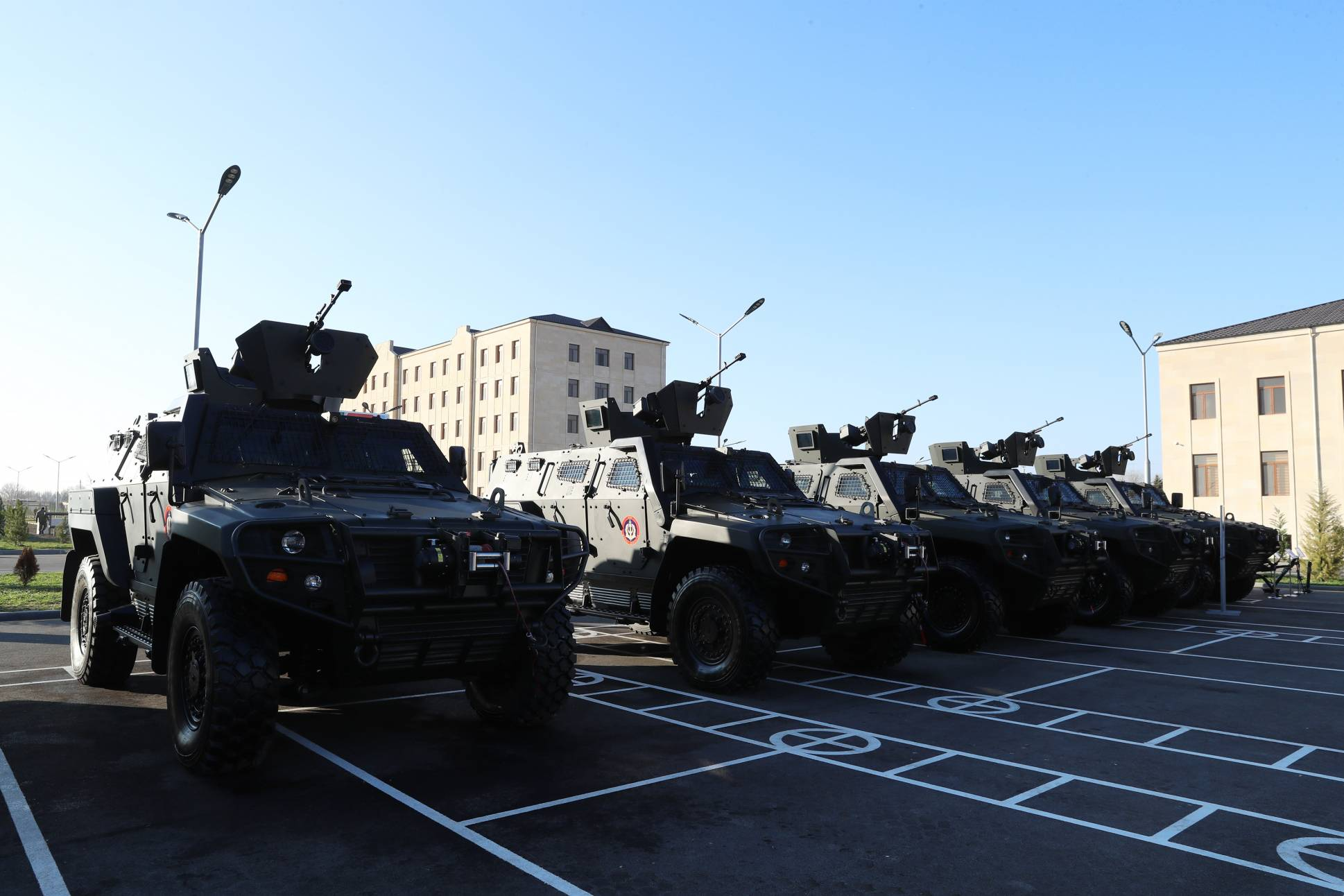
Военная техника отряда специального назначения Внутренних войск Азербайджана, в феврале 2022 года в Агджабединском районе

Каждый из отрядов спецназа укомплектован прапорщиками и офицерами. Отряды объединены под единым названием «Коммандос». Красный берет, знаки отличия и шеврон отличают спецназовцев Внутренних войск, носящих камуфляжную форму особых оттенков.
| Знак отличия | Название (Расшифровка) | Командир                           | Пункт дислокации воинской части    |
| ------------ | ---------------------- | ---------------------------------- | ---------------------------------- |
|              | Bəbir (Леопард)        | майор Шихамир Гафланов (1986—2020) | Губа                               |
|              | Canavar (Волк)         |                                    | Габала                             |
|              | Əqrəb (Скорпион)       | майор Алескер Мухтаров             | Сумгаит                            |
|              | Gürzə (Гюрза)          | капитан Джавид Тагиев              | Ленкорань                          |
|              | Kobra (Кобра)          | полковник Физули Имралиев          | село Ашагы Атудж Губинского района |
|              | Komando (Командо)      |                                    | Агджабеди                          |
|              | Pələng (Тигр)          | майор Заур Рагимов                 | Гянджа                             |
|              | Qartal (Орёл)          |                                    | Загатала                           |
|              | Şahin (Сокол)          | полковник Зафар Юсибов             | Баладжары                          |
|              | Vaşaq (Рысь)           |                                    | Барда                              |
|              | Yarasa (Летучая мышь)  | полковник-лейтенант Анар Ризванов  | Гаджикабул                         |

Бойцы различных отрядов специального назначения Внутренних войск Азербайджана
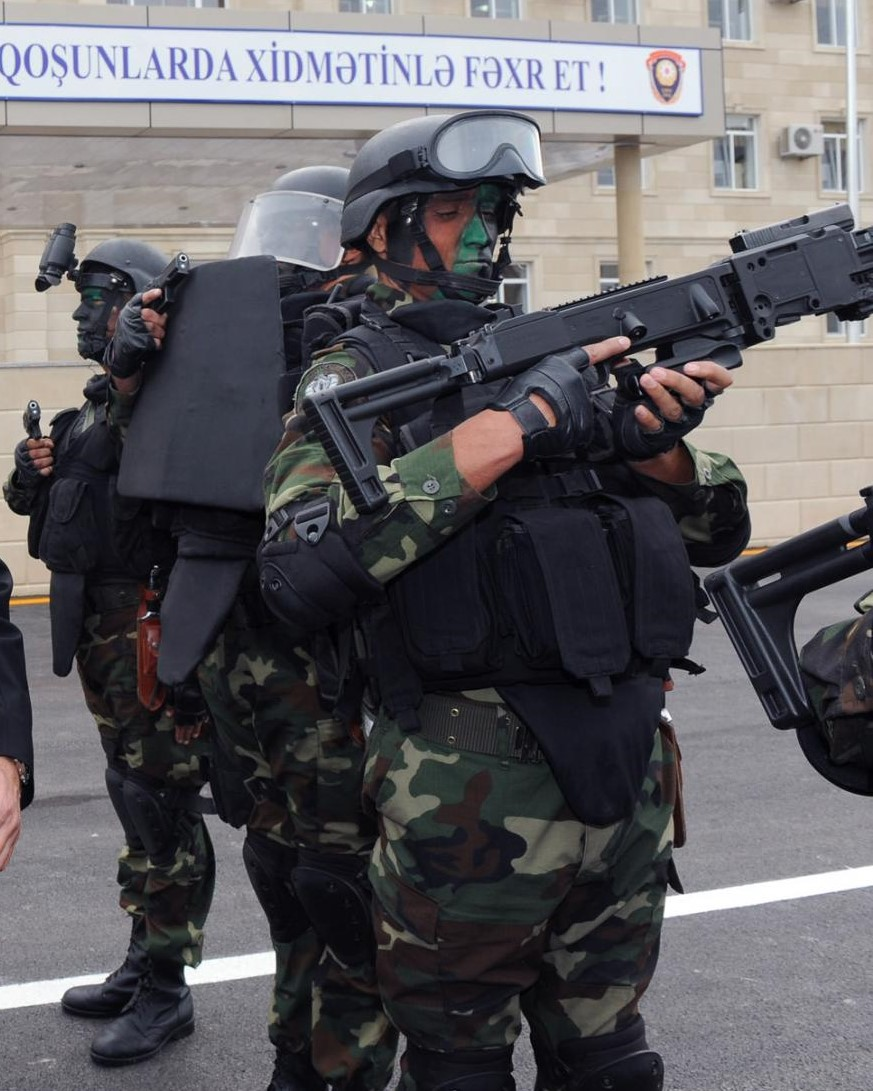
Военнослужащие отряда «Kobra» в 2011 году в Губе
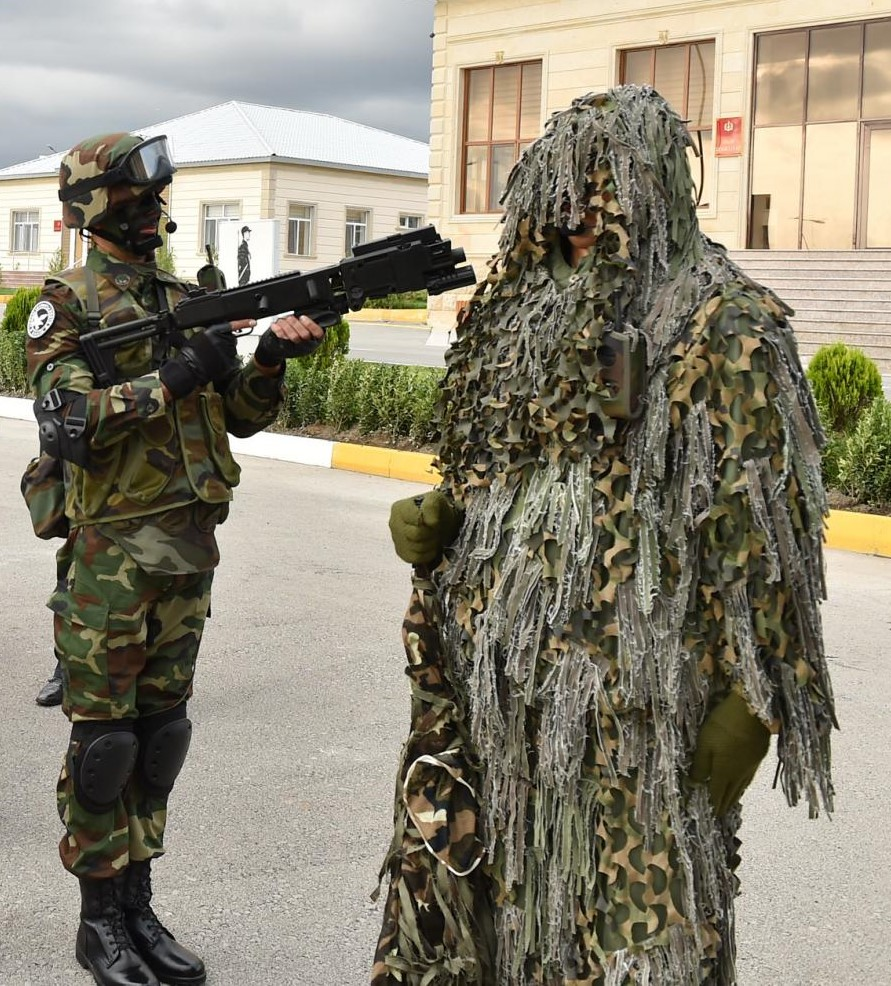
Военнослужащие отряда «Şahin» в 2014 году в Габале
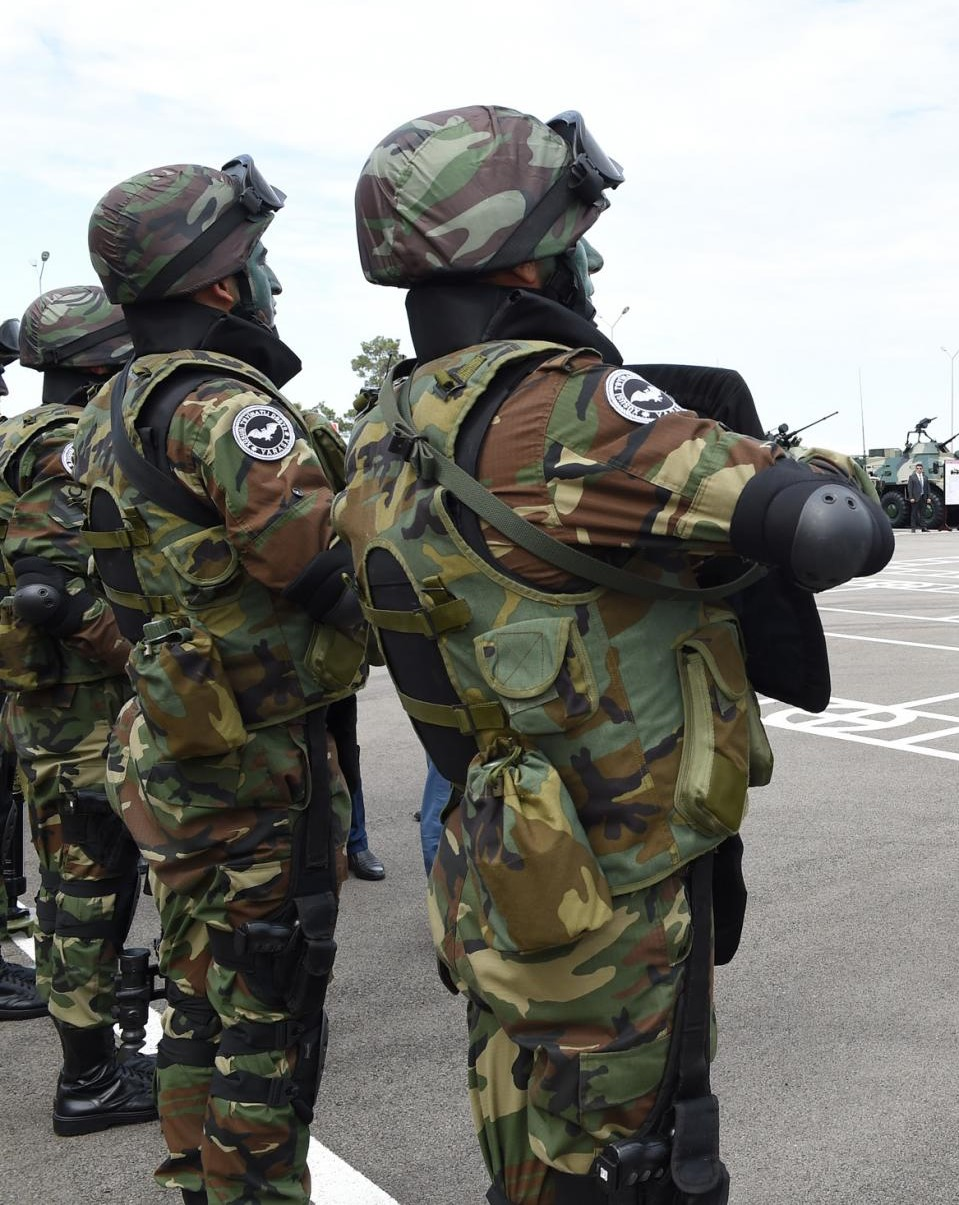
Военнослужащие отряда «Yarasa» в 2017 году в Ширване